# Moskwa nie wierzy łzom
Moskwa nie wierzy łzom (ros. Москва слезам не верит / Moskwa slezam nie wierit) – radziecki melodramat zrealizowany w 1979 przez Władimira Mieńszowa. 
Zaprezentowany w 1980 na Międzynarodowym Festiwalu Filmowym w Berlinie (Berlinale), uzyskał nominację do nagrody Złotego Niedźwiedzia. W 1981 nagrodzony został Oscarem w kategorii najlepszego filmu nieanglojęzycznego. W tym samym roku Nagrodę Państwową ZSRR przyznano sześciu współtwórcom tego filmu (m.in. reżyserowi i wykonawcom głównych ról). W konkursie opiniotwórczego czasopisma „Sowietskij ekran” uznany za najlepszy film 1980 roku, a Wiera Alentowa – za najlepszą aktorkę. 

## Treść
Rozległa fabuła opisująca losy trzech zaprzyjaźnionych kobiet, złożona jest z dwóch wyraźnie oddzielonych i oderwanych w czasie części. 
Pierwsza, rozgrywająca się w 1958 roku, przedstawia okres ich młodości, gdy jako 20-letnie mieszkanki moskiewskiego hotelu robotniczego optymistycznie planują swą przyszłość, poszukując właściwego w życiu partnera. Spomiędzy nich wyróżnia się rezolutna i przedsiębiorcza Luda, lecz właściwego partnera – Nikołaja, łatwiej znajduje prostolinijna i zrównoważona Tonia, natomiast wykazująca wyższe ambicje Katia skupia się na studiach, mających zapewnić jej upragniony awans społeczny. Uwiedziona przez pochodzącego z „lepszej” rodziny, imponującego jej pracownika telewizji, nieopatrznie zachodzi z nim w ciążę i beztrosko porzucona, mimo to decyduje się urodzić nieślubną córkę Aleksandrę.
Część druga przedstawia losy trzech przyjaciółek po minionych 20 latach. Tonia nadal tyra na budowach w zawodzie budowlanego malarza, niezmiennie przywiązana do swego męża, z którym ma już trzech synów, zaś niewyedukowana Luda, rozwiedziona z zapijaczonym byłym hokeistą, wykonuje podrzędną pracę w pralni chemicznej, mając przy tym nadzieję na nową przyszłościową znajomość. Jedyną spośród nich, która tymczasem wyraźnie zyskała, jest wykształcona Katia, stojąca obecnie na czele dużego zakładu chemicznego, z dorastającą córką, życiowo jednak osamotniona i jako kobieta nie dość szczęśliwa, bo niespełniona uczuciowo. Zupełny przypadek pozwala jej poznać Goszę – mężczyznę wprawdzie "po przejściach", lecz zdecydowanego i psychicznie uformowanego, o poważnym stosunku do życia, który niespodziewanie ją pociąga narzucając jej swą wolę. Przygodny partner okazuje się atrakcyjny także dla jej córki Saszy, która widzi w nim pożądany wzorzec opiekuna i ojca. Krótkotrwałe nieporozumienie i poważny rozłam pomiędzy zakochanymi uruchamia solidarne współdziałanie ze strony obu dawnych przyjaciółek i skuteczne zażegnanie trwałego rozejścia się Goszy z Katią.  

## Obsada (najważniejsze role)
- Wiera Alentowa – Katia (Katerina Tichomirowa)
- Irina Murawiowa – Luda (Ludmiła Swiridowa)
- Raisa Riazanowa – Tonia (Antonina Bujanowa)
- Aleksiej Batałow – Gosza (Gieorgij Iwanowicz)
- Aleksandr Fatiuszin – Nikołaj, mąż Ludy
- Boris Smorczkow – Siergiej Gurin, mąż Toni
- Natalia Wawiłowa – Aleksandra (Saszka), córka Katii
- Jurij Wasiliew – Rodion (Rudolf) Raczkow, naturalny ojciec Saszki
- Zoja Fiodorowa – „ciocia Pasza”, portierka hotelu robotniczego
- Oleg Tabakow – Wołodia, żonaty kochanek Katii
- Władilen Paulus — majster Michalicz (Ledniow), kierownik Katii
- Jewgienija Chanajewa — matka Raczkowa
- Wiktor Uralski – teść Toni
- Walentina Uszakowa — teściowa Toni
- Irina Wychodcewa – reżyser z państwowej telewizji
- Garri Bardin – naczelny inżynier kombinatu chemicznego
- Lija Achedżakowa – Olga Pawłowna, kierowniczka klubu samotnych serc
- Irina Korabliowa – Iroczka, sekretarka Kateriny (w napisach jako I. Bieriezina)
- Giennadij Jałowicz – doktor z psem, przyjaciel Goszy na pikniku
- Alfred Soljanow – gitarzysta, przyjaciel Goszy na pikniku
- Aleksandra Denisowa – Maria Michajłowna, starsza sąsiadka Goszy
- Aleksandr Żilcow – student Nikita, chłopak Aleksandry (rola niema)
- Władimir Mieńszow – rola epizodyczna
- Andriej Wozniesienski – pojawienie (cameo)
- Innokientij Smoktunowski – pojawienie
- Gieorgij Jumatow – pojawienie
- Tatiana Koniuchowa – pojawienie
- Leonid Charitonow – pojawienie